# Ruf mich bei deinem Namen
Ruf mich bei deinem Namen (englischer Originaltitel: Call Me by Your Name) ist ein Roman des US-amerikanischen Schriftstellers André Aciman über eine Liebesbeziehung zwischen einem 17-Jährigen und einem 24-jährigen Wissenschaftler in Italien in den 1980ern. Der Roman erschien erstmals 2007 auf Englisch und die deutsche Übersetzung von Renate Orth-Guttmann 2008 im Verlag Kein & Aber.

## Handlung
Der Erzähler Elio Perlman, der jetzt in den Vereinigten Staaten lebt, erinnert sich an die Zeit zurück, als er 17 war und mit seinen Eltern während den 1980er-Jahren in Italien lebte. Jedes Jahr nahmen seine Eltern einen neuen Gast in ihr Haus auf, der dort sechs Wochen lebte, ein Manuskript überarbeitete und Elios Vater – einem Professor – mit seinen akademischen Dokumenten half. Elio und der damalige Gast, Oliver, verlieben sich ineinander, doch beiden ist lange nicht klar, ob diese Liebe vom andern erwidert wird. Am Ende des Besuches reisen Elio und Oliver für ein paar Tage nach Rom, wo Oliver mit seinem Verleger das Manuskript überarbeiten möchte. Sie besuchen eine Lesung in einem Buchladen, nach der das Publikum bis spät in die Nacht in Bars miteinander spricht.
Elio und Oliver vergessen sich auch nach vielen Jahren nicht. Oliver kommt Elio und seine Eltern wiederholt besuchen, doch die Liebesbeziehung ist nach Olivers Heirat nicht mehr dieselbe. Einige Jahre später besucht Elio Oliver in einer Universitätsvorlesung, der sich ein längeres, persönliches Gespräch in einer Mensa anschließt. 2003 besucht Oliver Elio in seinem Elternhaus, nachdem Elios Vater gestorben ist. Beide stellen fest, wie gut sie sich an den Sommer 1983 und ihre Liebesbeziehung erinnern können.

## Rezeption

### Rezensionen
Stacey D’Erasmo von der New York Times nannte den Roman „ein außergewöhnlich schönes Buch“. Cynthia Zarin vom New Yorker sagte: „Acimans erster Roman stellt ihn als scharfsinnigen Grammatiker der Sehnsucht dar.“ Und Charles Kaiser von der Washington Post sagte: „Wenn Sie jemals das bereitwillige Opfer einer obsessiven Liebe waren – einer größeren Kraft als Sie selbst, die Sie unentwirrbar zu Ihrem Objekt der Begierde zieht – werden sie jede Nuance von André Acimans hervorragendem neuen Roman ‚Ruf mich bei deinem Namen‘ erkennen.“

### Auszeichnungen
Bei den 20. Lambda Literary Awards gewann der Roman in der Kategorie „Gay General Fiction“.

## Verfilmung
Der Roman wurde 2017 von Luca Guadagnino unter dem Titel Call Me by Your Name verfilmt, wobei der Film nur auf die in das Jahr 1983 zurückdatierte Sommerromanze zwischen Elio (dargestellt von Timothée Chalamet) und Oliver (Armie Hammer) blickt. Der Film wurde 2018 unter anderem mit dem Oscar in der Kategorie Bestes adaptiertes Drehbuch ausgezeichnet.